# لوکار، صربستان
لوکار (صربی: Lukar}} یک منطقهٔ مسکونی در صربستان است که در Pomoravlje District واقع شده‌است.
 لوکار  ۱۳۹ نفر جمعیت دارد.